# Melaniella oreophila
Melaniella oreophila är en svampart som först beskrevs av Hans Sydow, och fick sitt nu gällande namn av R. Bauer, Vánky, Begerow & Oberw. 1999. Melaniella oreophila ingår i släktet Melaniella och familjen Melaniellaceae.   Inga underarter finns listade i Catalogue of Life.